# Temporada 1995 de Fórmula 1
La temporada 1995 de Fórmula 1 fue la 46.ª temporada del Campeonato Mundial de Fórmula 1 de la historia. Estuvo organizada por la Federación Internacional del Automóvil (FIA). 13 equipos participaron en por lo menos uno de los 17 Grandes Premios que la conformaron. Michael Schumacher logró su segundo título mundial con una ventaja de más de 30 puntos sobre el segundo, mientras que Benetton ganó por única vez en su historia el campeonato de constructores, siendo motorizado por Renault.

## Escuderías y pilotos
La siguiente tabla muestra los pilotos confirmados para el Mundial 1995 de F1. 
Fue la última vez que se utilizó el sistema de numeración fija que tomó como parámetro los resultados del campeonato de constructores de la temporada 1973 y aplicado desde 1974, dejando el tándem numérico "1-2" como únicos números rotativos, designados para el piloto campeón y su escudero, sin importar la escudería para la cual corriesen. Esta alternativa, permitía que el equipo para el cual compitiesen el campeón y su escudero, permuten su numeración fija con el equipo que en la temporada anterior tenían fichado al campeón anterior y su respectivo escudero.
Finalmente y luego de dos temporadas, el número "1" volvió a aparecer en la grilla de la Fórmula 1, siendo pintado en este caso en el Benetton B195 del campeón reinante Michael Schumacher. Esta alternativa se sucedió, luego de dos temporadas en las que debido a los retiros de los campeones Nigel Mansell (1992) y Alain Prost (1993), el equipo Williams hizo uso del número "0", en señal de ausencia del piloto campeón. Por otra parte, la obtención del título por parte de Schumacher, provocó que el equipo Benetton Formula 1 intercambie sus dorsales con el equipo Williams Grand Prix, pasando esta última escudería a utilizar el par numérico "5-6".
| Escudería                                           | Chasis   | Chasis                 | Motor                      | Neu. | N.º | Pilotos                  | Rondas         |
| --------------------------------------------------- | -------- | ---------------------- | -------------------------- | ---- | --- | ------------------------ | -------------- |
| Mild Seven Benetton Renault                         | Benetton | B195                   | Renault RS7 3.0 V10        | G    | 1   | Michael Schumacher       | Todas          |
| Mild Seven Benetton Renault                         | Benetton | B195                   | Renault RS7 3.0 V10        | G    | 2   | Johnny Herbert           | Todas          |
| Nokia Tyrrell Yamaha                                | Tyrrell  | 023                    | Yamaha OX10C 3.0 V10       | G    | 3   | Ukyō Katayama            | 1-13, 15-17    |
| Nokia Tyrrell Yamaha                                | Tyrrell  | 023                    | Yamaha OX10C 3.0 V10       | G    | 3   | Gabriele Tarquini        | 14             |
| Nokia Tyrrell Yamaha                                | Tyrrell  | 023                    | Yamaha OX10C 3.0 V10       | G    | 4   | Mika Salo                | Todas          |
| Rothmans Williams Renault                           | Williams | FW17 FW17B             | Renault RS7 3.0 V10        | G    | 5   | Damon Hill               | Todas          |
| Rothmans Williams Renault                           | Williams | FW17 FW17B             | Renault RS7 3.0 V10        | G    | 6   | David Coulthard          | Todas          |
| Marlboro McLaren Mercedes                           | McLaren  | MP4/10 MP4/10B MP4/10C | Mercedes FO 110 3.0 V10    | G    | 7   | Mark Blundell            | 1-2, 5-17      |
| Marlboro McLaren Mercedes                           | McLaren  | MP4/10 MP4/10B MP4/10C | Mercedes FO 110 3.0 V10    | G    | 7   | Nigel Mansell            | 3-4            |
| Marlboro McLaren Mercedes                           | McLaren  | MP4/10 MP4/10B MP4/10C | Mercedes FO 110 3.0 V10    | G    | 8   | Mika Häkkinen            | 1-14, 16-17    |
| Marlboro McLaren Mercedes                           | McLaren  | MP4/10 MP4/10B MP4/10C | Mercedes FO 110 3.0 V10    | G    | 8   | Jan Magnussen            | 15             |
| Footwork Hart                                       | Footwork | FA16                   | Hart 830 3.0 V8            | G    | 9   | Gianni Morbidelli        | 1-7, 15-17     |
| Footwork Hart                                       | Footwork | FA16                   | Hart 830 3.0 V8            | G    | 9   | Max Papis                | 8-14           |
| Footwork Hart                                       | Footwork | FA16                   | Hart 830 3.0 V8            | G    | 10  | Taki Inoue               | Todas          |
| MTV Simtek Ford                                     | Simtek   | S951                   | Ford EDB 3.0 V8            | G    | 11  | Domenico Schiattarella   | 1-5            |
| MTV Simtek Ford                                     | Simtek   | S951                   | Ford EDB 3.0 V8            | G    | 12  | Jos Verstappen           | 1-5            |
| Total Jordan Peugeot Benson & Hedges Jordan Peugeot | Jordan   | 195                    | Peugeot A10 3.0 V10        | G    | 14  | Rubens Barrichello       | Todas          |
| Total Jordan Peugeot Benson & Hedges Jordan Peugeot | Jordan   | 195                    | Peugeot A10 3.0 V10        | G    | 15  | Eddie Irvine             | Todas          |
| Pacific Grand Prix Ltd                              | Pacific  | PR02                   | Ford EDC 3.0 V8            | G    | 16  | Bertrand Gachot          | 1-8, 15-17     |
| Pacific Grand Prix Ltd                              | Pacific  | PR02                   | Ford EDC 3.0 V8            | G    | 16  | Giovanni Lavaggi         | 9-12           |
| Pacific Grand Prix Ltd                              | Pacific  | PR02                   | Ford EDC 3.0 V8            | G    | 16  | Jean-Denis Délétraz      | 13-14          |
| Pacific Grand Prix Ltd                              | Pacific  | PR02                   | Ford EDC 3.0 V8            | G    | 17  | Andrea Montermini        | Todas          |
| Parmalat Forti Ford                                 | Forti    | FG01                   | Ford EDD 3.0 V8            | G    | 21  | Pedro Diniz              | Todas          |
| Parmalat Forti Ford                                 | Forti    | FG01                   | Ford EDD 3.0 V8            | G    | 22  | Roberto Moreno           | Todas          |
| Minardi Scuderia Italia                             | Minardi  | M195                   | Ford EDM 3.0 V8            | G    | 23  | Pierluigi Martini        | 1-9            |
| Minardi Scuderia Italia                             | Minardi  | M195                   | Ford EDM 3.0 V8            | G    | 23  | Pedro Lamy               | 10-17          |
| Minardi Scuderia Italia                             | Minardi  | M195                   | Ford EDM 3.0 V8            | G    | 24  | Luca Badoer              | Todas          |
| Ligier Gitanes Blondes                              | Ligier   | JS41                   | Mugen-Honda MF-301 3.0 V10 | G    | 25  | Aguri Suzuki             | 1-3, 9, 15-16  |
| Ligier Gitanes Blondes                              | Ligier   | JS41                   | Mugen-Honda MF-301 3.0 V10 | G    | 25  | Martin Brundle           | 4-8, 10-14, 17 |
| Ligier Gitanes Blondes                              | Ligier   | JS41                   | Mugen-Honda MF-301 3.0 V10 | G    | 26  | Olivier Panis            | Todas          |
| Scuderia Ferrari                                    | Ferrari  | 412T2                  | Ferrari 044/1 3.0 V12      | G    | 27  | Jean Alesi               | Todas          |
| Scuderia Ferrari                                    | Ferrari  | 412T2                  | Ferrari 044/1 3.0 V12      | G    | 28  | Gerhard Berger           | Todas          |
| Red Bull Sauber Ford                                | Sauber   | C14                    | Ford ECA Zetec-R 3.0 V8    | G    | 29  | Karl Wendlinger          | 1-4, 16-17     |
| Red Bull Sauber Ford                                | Sauber   | C14                    | Ford ECA Zetec-R 3.0 V8    | G    | 29  | Jean-Christophe Boullion | 5-15           |
| Red Bull Sauber Ford                                | Sauber   | C14                    | Ford ECA Zetec-R 3.0 V8    | G    | 30  | Heinz-Harald Frentzen    | Todas          |

## Resultados
| N. | Carrera                     | Fecha            | Circuito                  | Piloto ganador     | Constructor      | Resultados |
| -- | --------------------------- | ---------------- | ------------------------- | ------------------ | ---------------- | ---------- |
| 1  | Gran Premio de Brasil       | 26 de marzo      | Interlagos                | Michael Schumacher | Benetton-Renault | Resultados |
| 2  | Gran Premio de Argentina    | 9 de abril       | Buenos Aires              | Damon Hill         | Williams-Renault | Resultados |
| 3  | Gran Premio de San Marino   | 30 de abril      | Imola                     | Damon Hill         | Williams-Renault | Resultados |
| 4  | Gran Premio de España       | 14 de mayo       | Cataluña                  | Michael Schumacher | Benetton-Renault | Resultados |
| 5  | Gran Premio de Mónaco       | 28 de mayo       | Mónaco                    | Michael Schumacher | Benetton-Renault | Resultados |
| 6  | Gran Premio de Canadá       | 11 de junio      | Circuit Gilles Villeneuve | Jean Alesi         | Ferrari          | Resultados |
| 7  | Gran Premio de Francia      | 2 de julio       | Magny-Cours               | Michael Schumacher | Benetton-Renault | Resultados |
| 8  | Gran Premio de Gran Bretaña | 16 de julio      | Silverstone               | Johnny Herbert     | Benetton-Renault | Resultados |
| 9  | Gran Premio de Alemania     | 30 de julio      | Hockenheimring            | Michael Schumacher | Benetton-Renault | Resultados |
| 10 | Gran Premio de Hungría      | 13 de agosto     | Hungaroring               | Damon Hill         | Williams-Renault | Resultados |
| 11 | Gran Premio de Bélgica      | 27 de agosto     | Spa-Francorchamps         | Michael Schumacher | Benetton-Renault | Resultados |
| 12 | Gran Premio de Italia       | 10 de septiembre | Monza                     | Johnny Herbert     | Benetton-Renault | Resultados |
| 13 | Gran Premio de Portugal     | 24 de septiembre | Estoril                   | David Coulthard    | Williams-Renault | Resultados |
| 14 | Gran Premio de Europa       | 1 de octubre     | Nürburgring               | Michael Schumacher | Benetton-Renault | Resultados |
| 15 | Gran Premio del Pacífico    | 22 de octubre    | Okayama                   | Michael Schumacher | Benetton-Renault | Resultados |
| 16 | Gran Premio de Japón        | 29 de octubre    | Suzuka                    | Michael Schumacher | Benetton-Renault | Resultados |
| 17 | Gran Premio de Australia    | 12 de noviembre  | Adelaida                  | Damon Hill         | Williams-Renault | Resultados |

## Clasificaciones

### Sistema de puntos
| Posición | 1.º | 2.º | 3.º | 4.º | 5.º | 6.º |
| Puntos   | 10  | 6   | 4   | 3   | 2   | 1   |

### Campeonato de Pilotos
| Pos | Piloto                   | BRA | ARG | SMR | ESP | MON | CAN | FRA | GBR | GER | HUN | BEL | ITA | POR | EUR | PAC | JPN | AUS | Puntos |
| --- | ------------------------ | --- | --- | --- | --- | --- | --- | --- | --- | --- | --- | --- | --- | --- | --- | --- | --- | --- | ------ |
| 1   | Michael Schumacher       | 1   | 3   | Ret | 1   | 1   | 5   | 1   | Ret | 1   | 11† | 1   | Ret | 2   | 1   | 1   | 1   | Ret | 102    |
| 2   | Damon Hill               | Ret | 1   | 1   | 4   | 2   | Ret | 2   | Ret | Ret | 1   | 2   | Ret | 3   | Ret | 3   | Ret | 1   | 69     |
| 3   | David Coulthard          | 2   | Ret | 4   | Ret | Ret | Ret | 3   | 3   | 2   | 2   | Ret | Ret | 1   | 3   | 2   | Ret | Ret | 49     |
| 4   | Johnny Herbert           | Ret | 4   | 7   | 2   | 4   | Ret | Ret | 1   | 4   | 4   | 7   | 1   | 7   | 5   | 6   | 3   | Ret | 45     |
| 5   | Jean Alesi               | 5   | 2   | 2   | Ret | Ret | 1   | 5   | 2   | Ret | Ret | Ret | Ret | 5   | 2   | 5   | Ret | Ret | 42     |
| 6   | Gerhard Berger           | 3   | 6   | 3   | 3   | 3   | 11† | 12  | Ret | 3   | 3   | Ret | Ret | 4   | Ret | 4   | Ret | Ret | 31     |
| 7   | Mika Häkkinen            | 4   | Ret | 5   | Ret | Ret | Ret | 7   | Ret | Ret | Ret | Ret | 2   | Ret | 8   |     | 2   | DNS | 17     |
| 8   | Olivier Panis            | Ret | 7   | 9   | 6   | Ret | 4   | 8   | 4   | Ret | 6   | 9   | Ret | Ret | Ret | 8   | 5   | 2   | 16     |
| 9   | Heinz-Harald Frentzen    | Ret | 5   | 6   | 8   | 6   | Ret | 10  | 6   | Ret | 5   | 4   | 3   | 6   | Ret | 7   | 8   | Ret | 15     |
| 10  | Mark Blundell            | 6   | Ret |     |     | 5   | Ret | 11  | 5   | Ret | Ret | 5   | 4   | 9   | Ret | 9   | 7   | 4   | 13     |
| 11  | Rubens Barrichello       | Ret | Ret | Ret | 7   | Ret | 2   | 6   | 11† | Ret | 7   | 6   | Ret | 11  | 4   | Ret | Ret | Ret | 11     |
| 12  | Eddie Irvine             | Ret | Ret | 8   | 5   | Ret | 3   | 9   | Ret | 9†  | 13† | Ret | Ret | 10  | 6   | 11  | 4   | Ret | 10     |
| 13  | Martin Brundle           |     |     |     | 9   | Ret | 10† | 4   | Ret |     | Ret | 3   | Ret | 8   | 7   |     |     | Ret | 7      |
| 14  | Gianni Morbidelli        | Ret | Ret | 13  | 11  | 9   | 6   | 14  |     |     |     |     |     |     |     | Ret | Ret | 3   | 5      |
| 15  | Mika Salo                | 7   | Ret | Ret | 10  | Ret | 7   | 15  | 8   | Ret | Ret | 8   | 5   | 13  | 10  | 12  | 6   | 5   | 5      |
| 16  | Jean-Christophe Boullion |     |     |     |     | 8†  | Ret | Ret | 9   | 5   | 10  | 11  | 6   | 12  | Ret | Ret |     |     | 3      |
| 17  | Aguri Suzuki             | 8   | Ret | 11  |     |     |     |     |     | 6   |     |     |     |     |     | Ret | DNS |     | 1      |
| 18  | Pedro Lamy               |     |     |     |     |     |     |     |     |     | 9   | 10  | Ret | Ret | 9   | 13  | 11  | 6   | 1      |
| NC  | Pierluigi Martini        | Ret | Ret | 12  | 14  | 7   | Ret | Ret | 7   | Ret |     |     |     |     |     |     |     |     | 0      |
| NC  | Ukyō Katayama            | Ret | 8   | Ret | Ret | Ret | Ret | Ret | Ret | 7   | Ret | Ret | 10  | Ret |     | 14  | Ret | Ret | 0      |
| NC  | Pedro Diniz              | 10  | NC  | 15  | Ret | 10  | Ret | Ret | Ret | Ret | Ret | 13  | 9   | 16  | 13  | 17  | Ret | 7   | 0      |
| NC  | Max Papis                |     |     |     |     |     |     |     | Ret | Ret | Ret | Ret | 7   | Ret | 12  |     |     |     | 0      |
| NC  | Luca Badoer              | Ret | DNS | 14  | Ret | Ret | 8   | 13  | 10  | Ret | 8   | Ret | Ret | 14  | 11  | 15  | 9   | DNS | 0      |
| NC  | Taki Inoue               | Ret | Ret | Ret | Ret | Ret | 9   | Ret | Ret | Ret | Ret | 12  | 8   | 15  | Ret | Ret | 12  | Ret | 0      |
| NC  | Andrea Montermini        | 9   | Ret | Ret | DNS | DSQ | Ret | NC  | Ret | 8   | 12  | Ret | Ret | Ret | Ret | Ret | Ret | Ret | 0      |
| NC  | Bertrand Gachot          | Ret | Ret | Ret | Ret | Ret | Ret | Ret | 12  |     |     |     |     |     |     | Ret | Ret | 8   | 0      |
| NC  | Domenico Schiattarella   | Ret | 9   | Ret | 15  | DNS |     |     |     |     |     |     |     |     |     |     |     |     | 0      |
| NC  | Karl Wendlinger          | Ret | Ret | Ret | 13  |     |     |     |     |     |     |     |     |     |     |     | 10  | Ret | 0      |
| NC  | Nigel Mansell            |     |     | 10  | Ret |     |     |     |     |     |     |     |     |     |     |     |     |     | 0      |
| NC  | Jan Magnussen            |     |     |     |     |     |     |     |     |     |     |     |     |     |     | 10  |     |     | 0      |
| NC  | Jos Verstappen           | Ret | Ret | Ret | 12  | DNS |     |     |     |     |     |     |     |     |     |     |     |     | 0      |
| NC  | Roberto Moreno           | Ret | NC  | 16  | Ret | Ret | Ret | 16  | Ret | Ret | Ret | 14  | Ret | 17  | Ret | 16  | Ret | Ret | 0      |
| NC  | Gabriele Tarquini        |     |     |     |     |     |     |     |     |     |     |     |     |     | 14  |     |     |     | 0      |
| NC  | Jean-Denis Délétraz      |     |     |     |     |     |     |     |     |     |     |     |     | Ret | 15  |     |     |     | 0      |
| NC  | Giovanni Lavaggi         |     |     |     |     |     |     |     |     | Ret | Ret | Ret | Ret |     |     |     |     |     | 0      |
| Pos | Piloto                   | BRA | ARG | SMR | ESP | MON | CAN | FRA | GBR | GER | HUN | BEL | ITA | POR | EUR | PAC | JPN | AUS | Puntos |

| Color      | Resultado                          |
| ---------- | ---------------------------------- |
| Oro        | Ganador                            |
| Plata      | 2.º puesto                         |
| Bronce     | 3.er puesto                        |
| Verde      | Finalizó en los puntos             |
| Azul       | Finalizó sin puntos                |
| Azul       | NC - No clasificado                |
| Violeta    | Ret - No terminó                   |
| Rojo       | DNQ - No se clasificó              |
| Rojo       | DNPQ - No se preclasificó          |
| Negro      | DSQ - Descalificado                |
| Blanco     | DNS - No empezó                    |
| Blanco     | WD - Retirado                      |
| Blanco     | C - Carrera cancelada              |
| Azul claro | TD - Entrenamientos libres (2003-) |
| Sin color  | DNP - Inscrito, pero no participó  |
| Sin color  | INJ - Inscrito, pero lesionado     |
| Sin color  | EX - Excluido                      |

| Estado  | Resultado                                                                             |
| ------- | ------------------------------------------------------------------------------------- |
| Negrita | Pole position                                                                         |
| Cursiva | Vuelta rápida                                                                         |
| 1-8     | Posiciones puntuables de clasificación sprint (2021-)                                 |
| †       | No acabó el Gran Premio, pero fue clasificado ya que completó el porcentaje necesario |
| ‡       | Monoplaza compartido                                                                  |
| ~       | Se otorgó la mitad de puntos ya que no se cumplió con el 75% de la carrera            |
| ≠       | No obtuvo puntos ya que era piloto invitado                                           |
| F2      | Inscrito para carrera de Fórmula 2, no sumaba puntos                                  |

### Estadísticas del Campeonato de Pilotos
| Pos. | N.º | Piloto                   | Puntos | Victorias | Podios | Poles |
| ---- | --- | ------------------------ | ------ | --------- | ------ | ----- |
| 1    | 1   | Michael Schumacher       | 102    | 9         | 11     | 4     |
| 2    | 5   | Damon Hill               | 69     | 4         | 9      | 7     |
| 3    | 6   | David Coulthard          | 49     | 1         | 8      | 5     |
| 4    | 2   | Johnny Herbert           | 45     | 2         | 4      |       |
| 5    | 27  | Jean Alesi               | 42     | 1         | 5      |       |
| 6    | 28  | Gerhard Berger           | 31     |           | 6      | 1     |
| 7    | 8   | Mika Häkkinen            | 17     |           | 2      |       |
| 8    | 26  | Olivier Panis            | 16     |           | 1      |       |
| 9    | 30  | Heinz-Harald Frentzen    | 15     |           | 1      |       |
| 10   | 7   | Mark Blundell            | 13     |           |        |       |
| 11   | 14  | Rubens Barrichello       | 11     |           | 1      |       |
| 12   | 15  | Eddie Irvine             | 10     |           | 1      |       |
| 13   | 25  | Martin Brundle           | 7      |           | 1      |       |
| 14   | 9   | Gianni Morbidelli        | 5      |           | 1      |       |
| 15   | 4   | Mika Salo                | 5      |           |        |       |
| 16   | 29  | Jean-Christophe Boullion | 3      |           |        |       |
| 17   | 25  | Aguri Suzuki             | 1      |           |        |       |
| 18   | 23  | Pedro Lamy               | 1      |           |        |       |
| NC   | 23  | Pierluigi Martini        |        |           |        |       |
| NC   | 3   | Ukyō Katayama            |        |           |        |       |
| NC   | 21  | Pedro Diniz              |        |           |        |       |
| NC   | 9   | Max Papis                |        |           |        |       |
| NC   | 24  | Luca Badoer              |        |           |        |       |
| NC   | 10  | Taki Inoue               |        |           |        |       |
| NC   | 17  | Andrea Montermini        |        |           |        |       |
| NC   | 16  | Bertrand Gachot          |        |           |        |       |
| NC   | 11  | Domenico Schiattarella   |        |           |        |       |
| NC   | 29  | Karl Wendlinger          |        |           |        |       |
| NC   | 7   | Nigel Mansell            |        |           |        |       |
| NC   | 8   | Jan Magnussen            |        |           |        |       |
| NC   | 12  | Jos Verstappen           |        |           |        |       |
| NC   | 22  | Roberto Moreno           |        |           |        |       |
| NC   | 3   | Gabriele Tarquini        |        |           |        |       |
| NC   | 16  | Jean-Denis Délétraz      |        |           |        |       |
| NC   | 16  | Giovanni Lavaggi         |        |           |        |       |

### Campeonato de Constructores
| Pos | Constructor        | N.º | BRA | ARG | SMR | ESP | MON | CAN | FRA | GBR | GER | HUN | BEL | ITA | POR | EUR | PAC | JPN | AUS | Puntos |
| --- | ------------------ | --- | --- | --- | --- | --- | --- | --- | --- | --- | --- | --- | --- | --- | --- | --- | --- | --- | --- | ------ |
| 1   | Benetton-Renault   | 1   | 1   | 3   | Ret | 1   | 1   | 5   | 1   | Ret | 1   | 11  | 1   | Ret | 2   | 1   | 1   | 1   | Ret | 137    |
| 1   | Benetton-Renault   | 2   | Ret | 4   | 7   | 2   | 4   | Ret | Ret | 1   | 4   | 4   | 7   | 1   | 7   | 5   | 6   | 3   | Ret | 137    |
| 2   | Williams-Renault   | 5   | Ret | 1   | 1   | 4   | 2   | Ret | 2   | Ret | Ret | 1   | 2   | Ret | 3   | Ret | 3   | Ret | 1   | 112    |
| 2   | Williams-Renault   | 6   | 2   | Ret | 4   | Ret | Ret | Ret | 3   | 3   | 2   | 2   | Ret | Ret | 1   | 3   | 2   | Ret | Ret | 112    |
| 3   | Ferrari            | 27  | 5   | 2   | 2   | Ret | Ret | 1   | 5   | 2   | Ret | Ret | Ret | Ret | 5   | 2   | 5   | Ret | Ret | 73     |
| 3   | Ferrari            | 28  | 3   | 6   | 3   | 3   | 3   | 11  | 12  | Ret | 3   | 3   | Ret | Ret | 4   | Ret | 4   | Ret | Ret | 73     |
| 4   | McLaren-Mercedes   | 7   | 4   | Ret | 5   | Ret | Ret | Ret | 7   | Ret | Ret | Ret | Ret | 2   | Ret | 8   | 10  | 2   | DNS | 30     |
| 4   | McLaren-Mercedes   | 8   | 6   | Ret | 10  | Ret | 5   | Ret | 11  | 5   | Ret | Ret | 5   | 4   | 9   | Ret | 9   | 7   | 4   | 30     |
| 5   | Ligier-Mugen-Honda | 25  | 8   | Ret | 11  | 9   | Ret | 10  | 4   | Ret | 6   | Ret | 3   | Ret | 8   | 7   | Ret | DNS | Ret | 24     |
| 5   | Ligier-Mugen-Honda | 26  | Ret | 7   | 9   | 6   | Ret | 4   | 8   | 4   | Ret | 6   | 9   | Ret | Ret | Ret | 8   | 5   | 2   | 24     |
| 6   | Jordan-Peugeot     | 14  | Ret | Ret | Ret | 7   | Ret | 2   | 6   | 11  | Ret | 7   | 6   | Ret | 11  | 4   | Ret | Ret | Ret | 21     |
| 6   | Jordan-Peugeot     | 15  | Ret | Ret | 8   | 5   | Ret | 3   | 9   | Ret | 9   | 13  | Ret | Ret | 10  | 6   | 11  | 4   | Ret | 21     |
| 7   | Sauber-Ford        | 29  | Ret | Ret | Ret | 13  | 8   | Ret | Ret | 9   | 5   | 10  | 11  | 6   | 12  | Ret | Ret | 10  | Ret | 18     |
| 7   | Sauber-Ford        | 30  | Ret | 5   | 6   | 8   | 6   | Ret | 10  | 6   | Ret | 5   | 4   | 3   | 6   | Ret | 7   | 8   | Ret | 18     |
| 8   | Footwork-Hart      | 9   | Ret | Ret | 13  | 11  | 9   | 6   | 14  | Ret | Ret | Ret | Ret | 7   | Ret | 12  | Ret | Ret | 3   | 5      |
| 8   | Footwork-Hart      | 10  | Ret | Ret | Ret | Ret | Ret | 9   | Ret | Ret | Ret | Ret | 12  | 8   | 15  | Ret | Ret | 12  | Ret | 5      |
| 9   | Tyrrell-Yamaha     | 3   | Ret | 8   | Ret | Ret | Ret | Ret | Ret | Ret | 7   | Ret | Ret | 10  | Ret | 14  | 14  | Ret | Ret | 5      |
| 9   | Tyrrell-Yamaha     | 4   | 7   | Ret | Ret | 10  | Ret | 7   | 15  | 8   | Ret | Ret | 8   | 5   | 13  | 10  | 12  | 6   | 5   | 5      |
| 10  | Minardi-Ford       | 23  | Ret | Ret | 12  | 14  | 7   | Ret | Ret | 7   | Ret | 9   | 10  | Ret | Ret | 9   | 13  | 11  | 6   | 1      |
| 10  | Minardi-Ford       | 24  | Ret | DNS | 14  | Ret | Ret | 8   | 13  | 10  | Ret | 8   | Ret | Ret | 14  | 11  | 15  | 9   | DNS | 1      |
| NC  | Forti-Ford         | 21  | 10  | NC  | 15  | Ret | 10  | Ret | Ret | Ret | Ret | Ret | 13  | 9   | 16  | 13  | 17  | Ret | 7   | 0      |
| NC  | Forti-Ford         | 22  | Ret | NC  | 16  | Ret | Ret | Ret | 16  | Ret | Ret | Ret | 14  | Ret | 17  | Ret | 16  | Ret | Ret | 0      |
| NC  | Pacific-Ford       | 16  | Ret | Ret | Ret | Ret | Ret | Ret | Ret | 12  | Ret | Ret | Ret | Ret | Ret | 15  | Ret | Ret | 8   | 0      |
| NC  | Pacific-Ford       | 17  | 9   | Ret | Ret | DNS | DSQ | Ret | NC  | Ret | 8   | 12  | Ret | Ret | Ret | Ret | Ret | Ret | Ret | 0      |
| NC  | Simtek-Ford        | 11  | Ret | Ret | Ret | 12  | DNS |     |     |     |     |     |     |     |     |     |     |     |     | 0      |
| NC  | Simtek-Ford        | 12  | Ret | 9   | Ret | 15  | DNS |     |     |     |     |     |     |     |     |     |     |     |     | 0      |
| Pos | Constructor        | N.º | BRA | ARG | SMR | ESP | MON | CAN | FRA | GBR | GER | HUN | BEL | ITA | POR | EUR | PAC | JPN | AUS | Puntos |

Nota: Benetton-Renault y Williams-Renault no sumaron los puntos conseguidos en el Gran Premio de Brasil para el Campeonato de Constructores, debido a que su carburante no era el correspondiente.

### Estadísticas del Campeonato de Constructores
| Pos. | Constructor        | Puntos | Victorias | Podios | Poles |
| ---- | ------------------ | ------ | --------- | ------ | ----- |
| 1    | Benetton-Renault   | 137    | 11        | 15     | 4     |
| 2    | Williams-Renault   | 112    | 5         | 17     | 12    |
| 3    | Ferrari            | 73     | 1         | 11     | 1     |
| 4    | McLaren-Mercedes   | 30     |           | 2      |       |
| 5    | Ligier-Mugen-Honda | 24     |           | 2      |       |
| 6    | Jordan-Peugeot     | 21     |           | 2      |       |
| 7    | Sauber-Ford        | 18     |           | 1      |       |
| 8    | Tyrrell-Yamaha     | 5      |           |        |       |
| 9    | Footwork-Hart      | 5      |           | 1      |       |
| 10   | Minardi-Ford       | 1      |           |        |       |
| NC   | Pacific-Ford       |        |           |        |       |
| NC   | Forti-Ford         |        |           |        |       |
| NC   | Simtek-Ford        |        |           |        |       |